# Greta Gysin

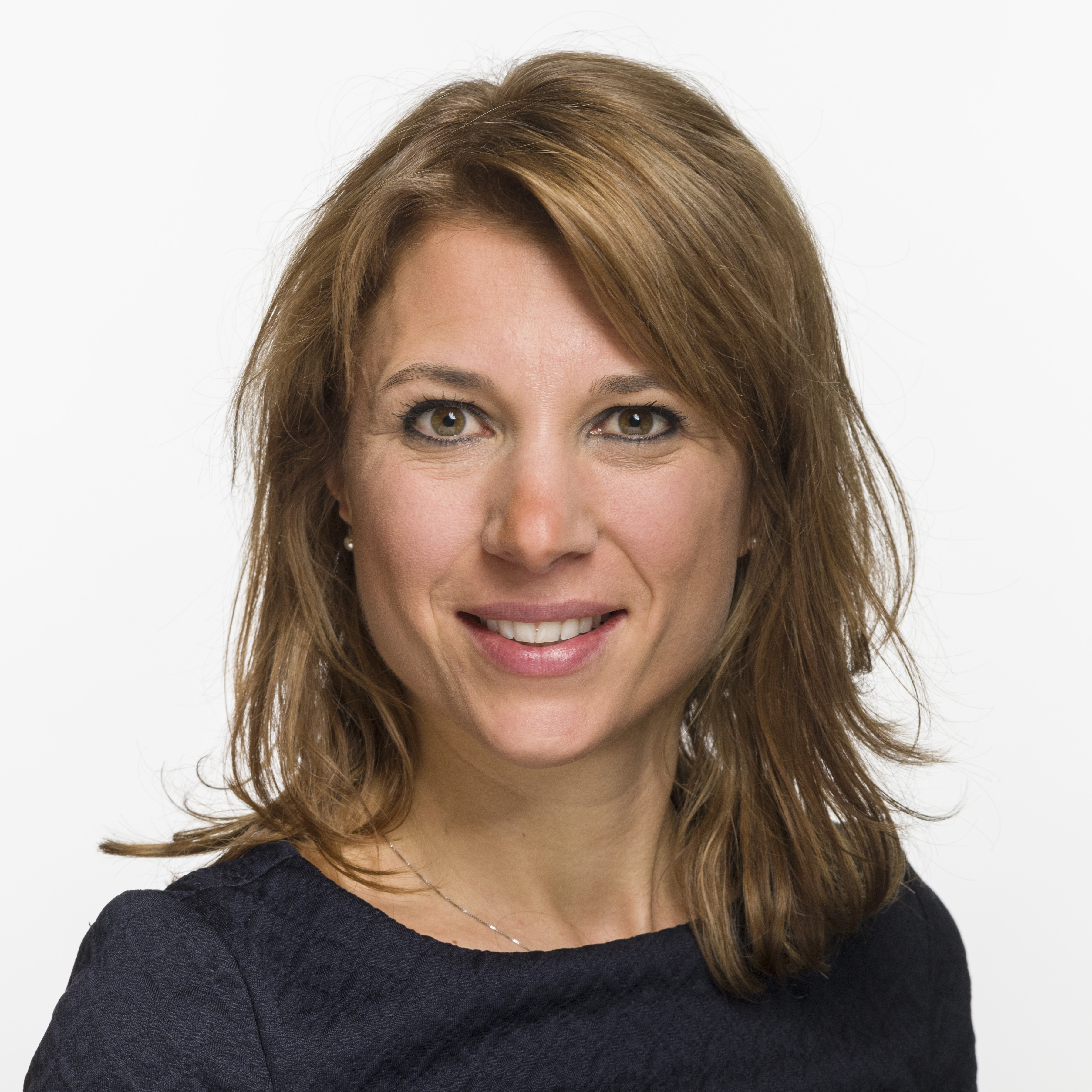
Greta Gysin (2019)

Greta Gysin (* 6. Oktober 1983 in Locarno; heimatberechtigt in Oltingen) ist eine Schweizer Politikerin (GPS).

## Leben
Gysin ist als Deutsch- und Italienischsprachige in Rovio im Bezirk Lugano aufgewachsen. Nach der Matura in Mendrisio studierte sie Politikwissenschaft, Geschichte und Soziologie an der Universität Zürich und schloss mit einem Master of Arts ab (lic. phil.). Während ihres Studiums wurde sie 2004 in den Gemeinderat (Legislative) von Rovio gewählt, dem sie bis 2012 angehörte und den sie 2008/2009 präsidierte. Sie gründete die Jungen Grünen Tessin und war von 2006 bis 2009 Vorstandsmitglied der grünen Kantonalpartei im Tessin. Danach koordinierte sie bis 2010 in einem 30-%-Pensum die Jungen Grünen auf nationaler Ebene. Von 2007 bis 2015 war sie Mitglied des Grossen Rats des Kantons Tessin und dort Mitglied der Kommission Politische Rechte und Gesetzgebung.
Bei den nationalen Parlamentswahlen vom 20. Oktober 2019 wurde Greta Gysin für die Grünen im Kanton Tessin in den Nationalrat gewählt. Ihre Partei erzielte dabei 17 zusätzliche Nationalratsmandate. Gysin selbst verdrängte die bisherige Lega-Nationalrätin Roberta Pantani. Mit dem Wahlslogan «Greta? Gysin!» spielte sie auf ihre Namensverwandtschaft mit der schwedischen Klimaaktivistin Greta Thunberg an. Sie ist Präsidentin der Delegation für die Beziehungen zum italienischen Parlament, Vizepräsidentin der Staatspolitischen Kommission und Mitglied der Begnadigungskommission sowie der Redaktionskommission. Zudem ist sie Mitglied der parlamentarischen Gruppen «Arbeit», «Bienen», «Geschichte», «Italianità» sowie «Mehrsprachigkeit CH» (Stand: April 2022).
Gysin arbeitete ab 2015 bei der Gewerkschaft Transfair. Als Leiterin Region Ost (ab Januar 2017) gehörte sie der Geschäftsleitung an. Ihre Arbeitsstelle in Zürich kündigte sie auf Ende 2019, um sich ganz auf ihr Mandat als Nationalrätin konzentrieren und wieder im Tessin leben zu können. Am 3. September 2020 wurde sie zusammen mit Thomas Ammann († 2022) zur Co-Präsidentin von Transfair gewählt.
Am 30. November 2020 wurde sie zusammen mit Tamara Funiciello zur Co-Präsidentin des Vereins NetzCourage gewählt, der sich gegen Hass und Gewalt im Internet stellt. Beide traten im Oktober 2021 wegen «strategischer Differenzen über die Ausrichtung des Vereins» mit Jolanda Spiess-Hegglin, Mitgründerin und Geschäftsführerin des Vereins, zurück.
Gysin wohnt in Rovio und hat drei Kinder (* 2014, Zwillinge 2017).